# Cladosporium
Cladosporium é um género de fungo que se apresenta como manchas escuras, de cor marrom ou preta, tem aspecto aveludado e pode formar ramificações semelhantes a "arvorezinhas". Atacam vegetais, causando sérios danos aos mesmos e consequentemente grandes prejuízos, principalmente para a agricultura.[carece de fontes?]